# سیارک ۵۰۴۶
سیارک ۵۰۴۶ (به انگلیسی: 5046 Carletonmoore، نامگذاری:1981DQ) پنج هزار و چهل و ششمین سیارک کشف شده‌است که در ۲۸ فوریه ۱۹۸۱ کشف شد.
قدر مطلق سیارک برابر ۱۲٫۸۰ است.